# ازدواج همجنس‌گرایان در قلمرو پایتختی استرالیا
ازدواج همجنس‌گرایان در قلمرو پایتختی استرالیا از اکتبر ۲۰۱۳ قانونی شده بود اما دادگاه عالی استرالیا در ۱۲ دسامبر ۲۰۱۳ اعلام کرد که این تغییر قانون معتبر نمی‌باشد و ازدواج همجنس‌گرایان باید به صورت فدرال قانونی گردد.

## تاریخچه
حکومت قلمرو پایتختی استرالیا در سپتامبر ۲۰۱۳ اعلام کرد که تصمیم دارد پیش‌نویس قانونی را منتشر کند که در صورت تصویب منجر به قانونی‌سازی ازدواج همجنس‌گرایان در آن ناحیه خواهد شد. در ۲۲ اکتبر ۲۰۱۳ قانون‌گذاران قلمرو پایتختی با رأی ۹ به ۸ این قانون را تصویب کردند. نخستین ازدواج‌های زوج‌های همجنس‌گرا از ۷ دسامبر ۲۰۱۳ در کانبرا برگزار گردید.
دادگاه عالی استرالیا در ۱۲ دسامبر ۲۰۱۳ اعلام کرد که این تغییر قانون معتبر نمی‌باشد و قانونی‌سازی ازدواج همجنس‌گرایان باید به صورت فدرال انجام گردد. این تصمیم پیوند حدود ۲۷ زوجی را که در فرصت چند روزهٔ پس از قانونی‌سازی ازدواج کرده بودند، باطل کرد. در حال حاضر هیچ‌یک از ایالت‌های استرالیا نمی‌توانند به تنهایی ازدواج همجنس‌گرایان را قانونی سازند و انجام این مهم تنها به صورت ملی ممکن است. گفتنی است که نخست‌وزیر کنونی استرالیا، تونی ابوت مخالف ازدواج همجنس‌گرایان است و مجلس استرالیا نیز در سپتامبر ۲۰۱۲ به قانون ازدواج همجنس‌گرایان رأی مخالف داد.